# Luhan (Sänger)

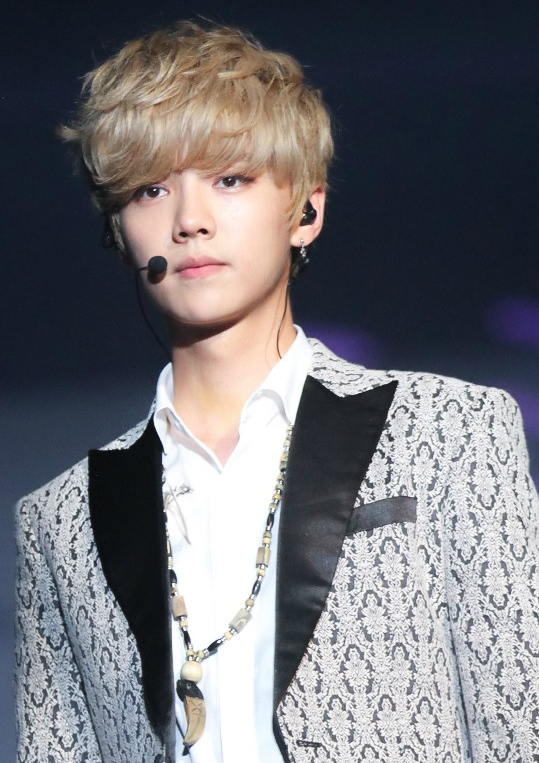
Luhan

Lu Han (chinesisch 鹿晗, * 20. April 1990 in Peking), besser bekannt unter dem Mononym Luhan, ist ein chinesischer Popsänger und Schauspieler. Er war bis 2014 Mitglied der südkoreanischen Boygroup EXO und deren Sub-Gruppe EXO-M. Er beendete seinen Vertrag mit S.M. Entertainment und verließ die Gruppe im Oktober 2014.

## Leben und Karriere

### 1990–2010: Frühe Lebensjahre und Anfang der Karriere
Lu Han wurde am 20. April 1990 in Haidian, Peking geboren. Er absolvierte die Beijing Shida Middle School und besuchte die Beijing Foreign Language Sei Yan School, bevor er China verließ, um als Austauschstudent in Südkorea die Yonsei University zu besuchen. Er studierte Applied Music an der Seoul Institut of the Arts.
2008 nahm er erfolglos an einem weltweiten Casting für JYP Entertainment In China teil. Während seines Studiums wurde er 2010 in Myeong-dong von einem S.M.-Agent entdeckt, der ihm empfahl, an einem Casting der Agentur teilzunehmen; nach dieser wurde er ein Trainee der Agentur.

### 2011–2014: EXO
Mit Tao, Chen und Kai hatte Lu Han seinen ersten durchs Fernsehen übertragenden Auftritt bei SBS Gayo Daejeon am 29. Dezember 2011. Nach dieser Show war er das zweite Mitglied von EXO, das offiziell vorgestellt wurde und das als einer der vier chinesischen Mitglieder der Gruppe und deren Mandarin-Sub-Gruppe EXO-M.
Die Gruppe veröffentlichte die Vorab-Single What Is Love (am 30. Januar 2012) und History (am 9. März) und hielt ihre erste Pre-Debüt-Show in Seouls Olympic Stadium am 31. März. Am Folgetag hielt die Gruppe ihre zweite Show und erste Pressekonferenz in der Great Hall der Beijing University of International Business and Economics in Peking. Die offizielle Debüt-Single Mama wurde am 8. April, gefolgt von der EP Mama am 9. April, veröffentlicht. Am 8. April trat EXO-M in China bei den 12th Yinyue Fengyun Bang Awards mit dem Titel "Mama" auf.
EXO erreichte kommerziellen Erfolg mit ihrem ersten Studioalbum XOXO und deren neuer Version 2013. Das Album wurde das erste Album nach 12 Jahren, das sich mehr als eine Million Mal in Südkorea verkaufte. Das 2014 veröffentlichte Album Overdose der Gruppe war jeweils national als auch international ein Erfolg und trat in die Billboard 200 Charts in den USA ein.
Am 5. August 2014 wurde Lu Han Guinness-Weltrekord-Halter für den Meistkommentierten Post auf Weibo.
Am 10. Oktober reichte Lu Han eine Klage gegen S.M. Entertainment ein, um seinen Vertrag für nichtig zu erklären und verließ EXO.

### 2014-Gegenwart: Fernsehrollen, Filmrollen und Solodebüt
Nach dem Lu Han seine Solokarriere in China begann, gewann er den Most Valuable Male Star Award bei der Baidu Moments Conference 2014, den Asia Popular Idol Award bei der iQiyi Jahresende-Award-Zeremonie und wurde als Person of the Year bei den Tudou Young Choice Awards genannt. Er wurde auch als der 37. bestverdienender Prominenter in China von Forbes genannt.
Lu Han machte sein 2015 Filmdebüt im Film 20 Once Again, einer chinesischen Neuverfilmung des koreanischen Hit-Films Miss Granny. Luhan sang auch den Titelsong für den Film, der Our Tomorrow heißt.

## Diskografie

### Studioalben
| Jahr | Titel    | Anmerkungen                             |
| ---- | -------- | --------------------------------------- |
| 2015 | Reloaded | Erstveröffentlichung: 22. Dezember 2015 |

### EPs
| Jahr | Titel       | Anmerkungen                                                    |
| ---- | ----------- | -------------------------------------------------------------- |
| 2015 | Reloaded I  | Erstveröffentlichung: 14. September 2015 Verkäufe: + 3.358.873 |
| 2015 | Reloaded II | Erstveröffentlichung: 14. September 2015 Verkäufe: + 1.317.897 |
| 2016 | Reloaded +  | Erstveröffentlichung: 16. Februar 2016 Verkäufe: + 1.429.902   |

### Singles
- 2015: That Good Good
- 2015: Your Song
- 2015: Football Gang
- 2015: Medals
- 2015: Promises
- 2015: Lu
- 2016: Excited
- 2016: Catch me When I fall
- 2017: On call
- 2017: Say it
- 2017: Set it off
- 2017: On fire
- 2017: Like a dream

## Filmografie
- 2015: 20 Once Again / Miss Granny
- 2015: 12 Golden Ducks
- 2015: The Witness
- 2016: Time Raiders
- 2016: See You Tomorrow
- 2016: The Great Wall
- 2017: Fighter of the Destiny
- 2017: Unexpected Love
- 2018: Sweet Combat/Tian Mi Bao Ji

## Trivia
2016 wurde eine Wachsfigur nach seinem Vorbild bei Madame Tussauds in Peking enthüllt.